# إيشيباشي كازونوري
إيشيباشي كازونوري (باليابانية: 石橋和訓) هو رسام ياباني، ولد في 6 يونيو 1876، وتوفي في 3 مايو 1928.